# Ray Cooper
Ray Cooper (* 19. srpna 1942 Watford, Anglie) je britský bubeník a perkusionista. Je dlouholetým členem doprovodné skupiny Eltona Johna. Rovněž spolupraval s hudebníky, jako jsou The Rolling Stones (It's Only Rock'n Roll), Art Garfunkel (Scissors Cut), Kevin Ayers (The Confessions of Dr. Dream and Other Stories), Rick Wakeman (The Six Wives of Henry VIII), David Gilmour (About Face) nebo Roger Waters (The Pros and Cons of Hitch Hiking).